# Австралийская широконоска
Австралийская широконоска (лат. Spatula rhynchotis) — вид птиц из семейства утиных (Anatidae).

## Описание
Размером она 46—53 см. У селезеня голубовато-серая голова с вертикальным белым серпом перед глазами.

## Распространение
Австралийская широконоска живет в густо заросших болотах. В Австралии она находится под охраной в Национальном парке и заповеднике с 1974 года. Встречается в юго-западных и юго-восточных районах Австралии, в Тасмании и Новой Зеландии.

## Классификация
Подвидов не выделяют. Раньше особей, обитавших в Новой Зеландии, выделяли в отдельный вид Anas variegata.